# دیمیتری گوربوشین
دیمیتری گوربوشین (روسی: Дмитрий Андреевич Горбушин؛ زادهٔ ۳۱ مهٔ ۱۹۸۶) بازیکن فوتبال اهل اوکراین است.
از باشگاه‌هایی که در آن بازی کرده‌است می‌توان به باشگاه فوتبال مینسک، باشگاه فوتبال استال آلچفسک، باشگاه فوتبال چرنومورتس نووراسییسک، باشگاه فوتبال کوبان کراسنودار، باشگاه فوتبال پلیس ترو، و باشگاه فوتبال زوریا لوهانسک اشاره کرد.